# دانا زاتوپکوا
دانا زاتوپکُوا (به چکی: Dana Zátopková)‏ (زادهٔ ۱۹ سپتامبر ۱۹۲۲ – درگذشته ۱۳ مارس ۲۰۲۰) قهرمان المپیک و رکورددار جهان پرتاب نیزه اهل چکسلواکی بود. وی همسر امیل زاتوپک دوندهٔ دو استقامت بود. این دو که در یک روز به دنیا آمده بودند در المپیک ۱۹۵۲ هلسینکی چهار مدال طلا کسب کردند.
وی در سال ۱۹۵۸ در ۳۵ سالگی یک رکورد جهانی به میزان ۵۵.۳۷ متر ثبت کرد. تاکنون سابقه نداشته که زنی در این سن یک رکورد جهانی دو و میدانی در فضای آزاد را به نام خود ثبت کند.